# Iancului
Iancului este un cartier situat în sectorul 2 al Bucureștiului. Principala arteră a cartierului poartă același nume, precum și Piața ce este în capătul central, dinspre vest al arterei. De asemenea, în Piața Iancului se află și stația de metrou cu același nume. Denumirea "Iancu" provine de la cunoscutul revoluționar român, Avram Iancu, această denumire a cartierului provenind din perioada comunistă. 